# Pan European Game Information
Pan European Game Information (okrajšano PEGI; angleško vseevropska informacija o igri; vzdevek Piggy) je evropski ocenjevalni sistem vsebine videoiger. Razvila ga je Interactive Software Federation of Europe (ISFE) in je v uporabi od aprila 2003. Sistem PEGI se uporablja v 30 evropskih državah in ni vezan na Evropsko unijo.
Sodelovanje je prostovoljno po preudarku razvijalca igre. Za pridobitev ocenitve kateregakoli dela programja razvijalec izpolni vprašalnik, ki ga nato ovrednoti Nizozemski inštitut za razvrstitev avdiovizualnega medija (NICAM), in poda rating. Sistem temelji tudi na nizozemskem sistemu Kijkwijzer.
Za poljuben del programske opreme obstajata dva dela razvrstitve - predlagana najmanjša starost in do sedem opisov vsebine, kot so na primer: raba trdega jezika, nasilja, nedostojne spolnosti ipd. Zadnja dodana je ikona, ki označuje hazardiranje.

## Starostna meja
PEGI ima pet starostnih kategorij. 
| Območje     | 3+ | 7+ | 12+ | 16+ | 18+ |
| ----------- | -- | -- | --- | --- | --- |
| Standard    |    |    |     |     |     |
| Portugalska |    |    |     |     |     |

## Opisi vsebine
Opisov vsebin iger je sedem:
| Jezik | Diskriminacija                | Droge | Strah | Spolnost | Nasilje | Hazard |
|       | Slika:PEGI Discrimination.svg |       |       |          |         |        |

Oznako za hazard je prvi uporabil razvijalec Agenda za svojo zbirko računalniških iger s kartami, namiznih in salonskih iger 42 All-Time Classics 29. septembra 2006.

## Območja uporabe PEGI
PEGI se uporablja v 30 evropskih državah (sicer brez vpliva na zakonitost): Avstrija, Belgija, Bolgarija, Ciper, Češka, Danska, Estonija, Finska (tudi krajevni sistem ocenjevanja VET/SFB kadar PEGI ne ustreza), Francija, Grčija, Irska, Islandija, Italija, Latvija, Litva, Luksemburg, Madžarska, Malta, Nemčija (uporablja se le pri nekaterih igrah skupaj s sistemom USK. Primer igre, ki uporablja ocenjevanje PEGI in USK, je Halo 2), Nizozemska, Norveška, Poljska, Portugalska, Romunija, Slovaška, Slovenija, Španija, Švedska, Švica, Združeno kraljestvo (če ima igra določene vsebine, se uporablja ocenjevanje BBFC).